# Lituanie aux Jeux européens de 2015
La Lituanie était présente aux Jeux européens de 2015, la première édition des Jeux européens, organisée à Bakou, en Azerbaïdjan.

## Médailles
| Sport                   | Discipline                | Athlète(s)                           | Performance | Date    |
| Médailles d'or : 2      |                           |                                      |             |         |
| Canoë-kayak             | Hommes - C1-200m          | Henrikas Žustautas                   |             | 16 juin |
| Natation                | Hommes - 50 mètres Dos    | Andrius Šidlauskas                   |             | 25 juin |
| Médaille d'argent : 1   |                           |                                      |             |         |
| Natation                | Hommes - 100 mètres Dos   | Andrius Šidlauskas                   |             | 27 juin |
| Médailles de bronze : 4 |                           |                                      |             |         |
| Badminton               | Hommes - Simple           | Kestutis Navickas                    |             | 27 juin |
| Sambo                   | Femmes - Moins de 52 kg   | Rūta Aksionova                       |             | 22 juin |
| Sambo                   | Hommes - Moins de 90 kg   | Radvilas Matukas                     |             | 22 juin |
| Volley-ball             | Femmes - Beach volleyball | Ieva Dumbauskaitė Monika Povilaitytė |             | 20 juin |